# موشک شهاب ثاقب
موشک شهاب ثاقب موشک پدافندی است که به منظور منهدم کردن اهداف گوناگون در ارتفاعات پست ساخته شده‌است و از جمله دستاوردهای صنایع دفاعی ایران است. موشک شهاب ثاقب از هدایت-رادیویی در خط دید استفاده می‌نماید. طول آن تقریباً ۲٫۹ متر، سرعت آن ۷۴۰ متر بر ثانیه و داری وزنی برابر با ۸۴ کیلوگرم می‌باشد. این موشکِ پدافندی دارای بُردی برابر با ۵۰۰ تا ۸۵۰۰ متر در مقابل هدفهایی با سرعت ۴۰۰ متر برثانیه است. همچنین، بُردِ این موشک ۱۰ کیلومتر در مقابل اهدافی با سرعت سیصد متر بر ثانیه و یازده کیلومتر در برابر بالگردها می‌باشد.
قابلیت پرتاب موشک شهاب ثاقب از طریق پدافند هوایی ارتفاع پست سامانه‌های پدافندی سامانه موشکی یا زهرا و حرز نهم می‌باشد. از سویی دیگر، اخیراً پهپادهای جت کرار با هدف برخورد با اهداف هوایی به این نوع موشک‌ها تجهیز گردیده‌اند.